# Critère de Nagumo
Dans le cadre des équations différentielles, le critère de Nagumo est un critère suffisant d'unicité locale d'une solution à un problème de Cauchy. Joint au théorème d'existence locale de Cauchy-Peano-Arzelà, il assure donc la même conclusion que le théorème de Cauchy-Lipschitz, sous des hypothèses différentes.
Il a été énoncé par Mitio Nagumo.

## Énoncé
Soit f une fonction continue à valeurs dans un espace vectoriel normé E, définie sur un cylindre fermé S = [t0 – c, t0 + c] × B(u0, r) de ℝ × E.
Si f vérifie sur S la condition
alors deux solutions quelconques du problème de Cauchy
coïncident sur tout sous-intervalle de [t0 – c, t0 + c] où elles sont définies toutes deux.

## Démonstration
Soient u et v deux solutions du problème de Cauchy, définies par exemple sur un intervalle [t0, t1] avec t1 > t0, montrons que u = v.
La fonction g définie sur cet intervalle par
est nulle en t0, mais aussi de dérivée (à droite) nulle en t0, puisque quand t → t0+,
Ces deux propriétés de g permettent de définir sur [t0, t1] une fonction h par
qui majore l'expression intégrale de g(t) d'après l'hypothèse du critère de Nagumo.
On obtient ainsi
autrement dit l'application t ↦ h(t)/(t – t0) est décroissante sur ]t0, t1]. Comme elle est à valeurs positives et de limite nulle en t0, elle est constamment nulle, donc g aussi.

## Exemple
Soit l'application {\displaystyle f:\mathbb {R} \times \mathbb {R} \to \mathbb {R} } définie par
{\displaystyle f(t,u)={\sqrt {t^{2}+|u|}}}
et soit le problème de Cauchy
{\displaystyle u'=f(t,u),\quad u(0)=0}
L'application {\displaystyle f} n'est pas lipschitzienne par rapport à u au voisinage de l'origine, en effet, on sait que {\displaystyle f(0,u)={\sqrt {|u|}}} n'est pas lipschitzienne à l'origine.
Cependant, pour tout {\displaystyle t\neq 0}, on déduit du théorème des accroissements finis qu'il existe c entre {\displaystyle t^{2}+|u|} et {\displaystyle t^{2}+|v|} tel que
{\displaystyle {\sqrt {t^{2}+|u|}}-{\sqrt {t^{2}+|v|}}={|u|-|v| \over 2{\sqrt {c}}}}
par conséquent, f satisfait le critère de Nagumo dans tout cylindre centré à l'origine puisque
{\displaystyle \left|{\sqrt {t^{2}+|u|}}-{\sqrt {t^{2}+|v|}}\right|\leq {|u-v| \over 2|t|}}
pour tout {\displaystyle u,v\in \mathbb {R} } et pour tout {\displaystyle t\neq 0}. On conclut donc que le problème de Cauchy possède une et une seule solution.